# 丹生山
丹生山（たんじょうさん/にぶやま）は、兵庫県神戸市北区にある標高514 mの山。兵庫50山の一つ。
丹生山系または丹生・帝釈山系に属し、六甲山系と共に六甲山地を形成している。丹生山系とは言うものの、最高峰は丹生山ではなく、596 mの稚児ヶ墓山である。丹生山は神戸層群ができた後に隆起し形成された。

## 山名の由来
この山頂には丹生神社があり、丹生都比売（にうつひめ）を祭る。この丹生都比売は呉越より渡来した水銀鉱業を生業とする丹生氏（にうし）の氏神である。戦前までは「にうやま」と呼ばれることもあった。
丹生広良によれば、摂津武庫郡の丹生神社は延喜式内社ではないものの仏教伝来以前に遡る古社で、『神祇志』には「入比売神社」と記載されていることから『播磨国風土記』に登場する神功皇后が新羅へ侵攻した際に武器や船や衣服に水銀の原鉱である赤土（丹）を塗れば戦勝するという神託を得た神社であるという。

## 歴史
前述の丹生神社はかつて明要寺の鎮守社であった。『丹生山縁起』（元禄13年（1700年）頃）によれば明要寺は百済の聖王（聖明王）の王子童男行者が堂塔伽藍十数棟を建立したのが始まりとされる。東に建立した奥の院には梵帝釈天が安置されたため、帝釈山と称されるようになったという。妙要寺の開基がいつ頃かを伝える文献は発見されていないが、遺物からは少なくとも奈良時代には寺または修行場として存在したと推定される。
平安時代末期になると平清盛がこれを復興させ、福原京の鎮護として日吉山王権現を勧請してから「山王権現」と称されてきた。山上には丹生山城が築かれ、天正7年（1579年）には三木城の別所氏に味方した事から、羽柴秀吉の焼き討ちにあい数千人の僧・稚児が焼死、稚児ヶ墓山や花折山の名前はこの時の悲劇の伝承による。その後秀吉自身によって寺は再興されたが、明治維新後は廃仏毀釈で廃寺。童男行者の自坊であった舟井坊だけが当時残っていたという。

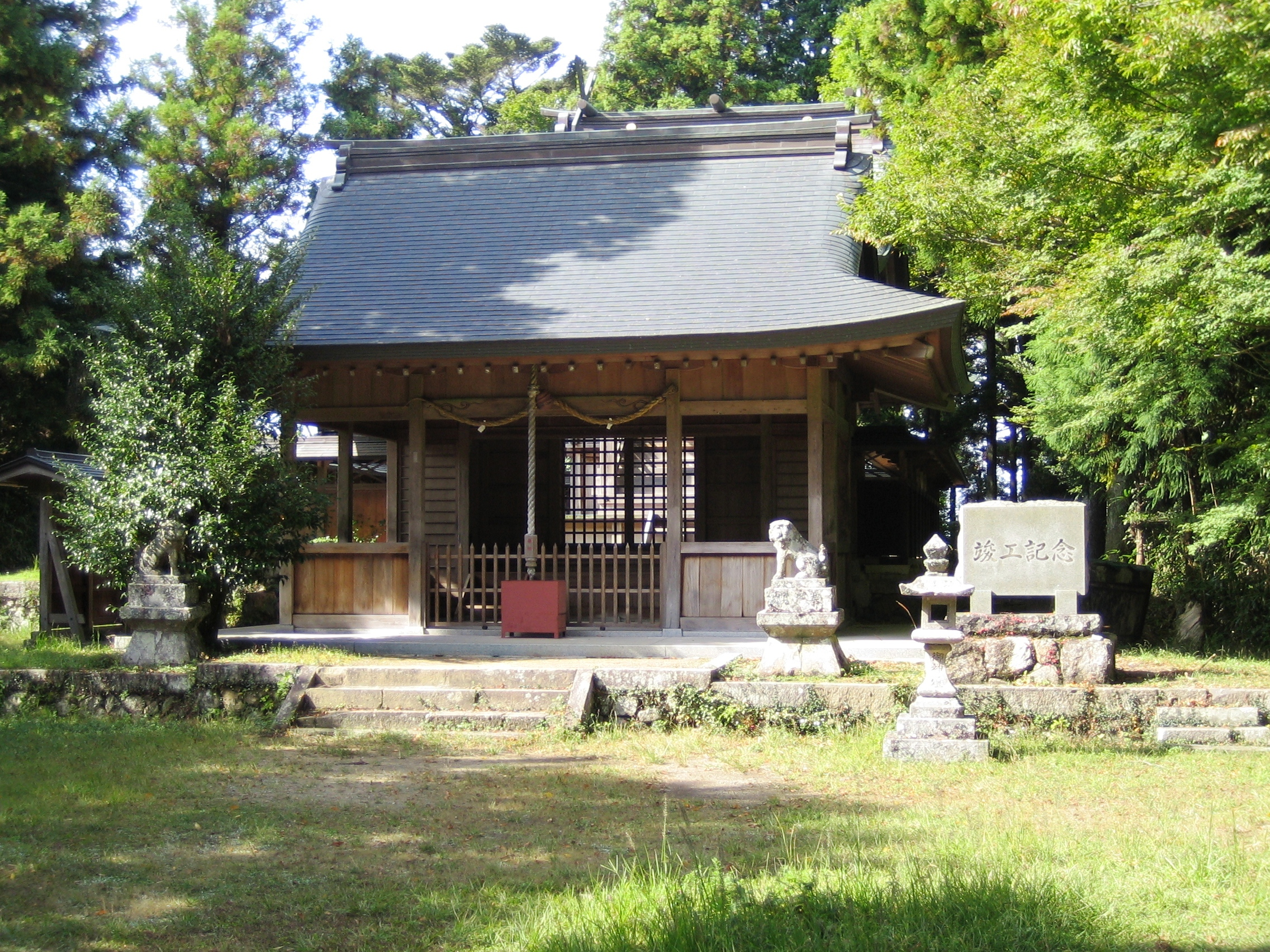
丹生神社
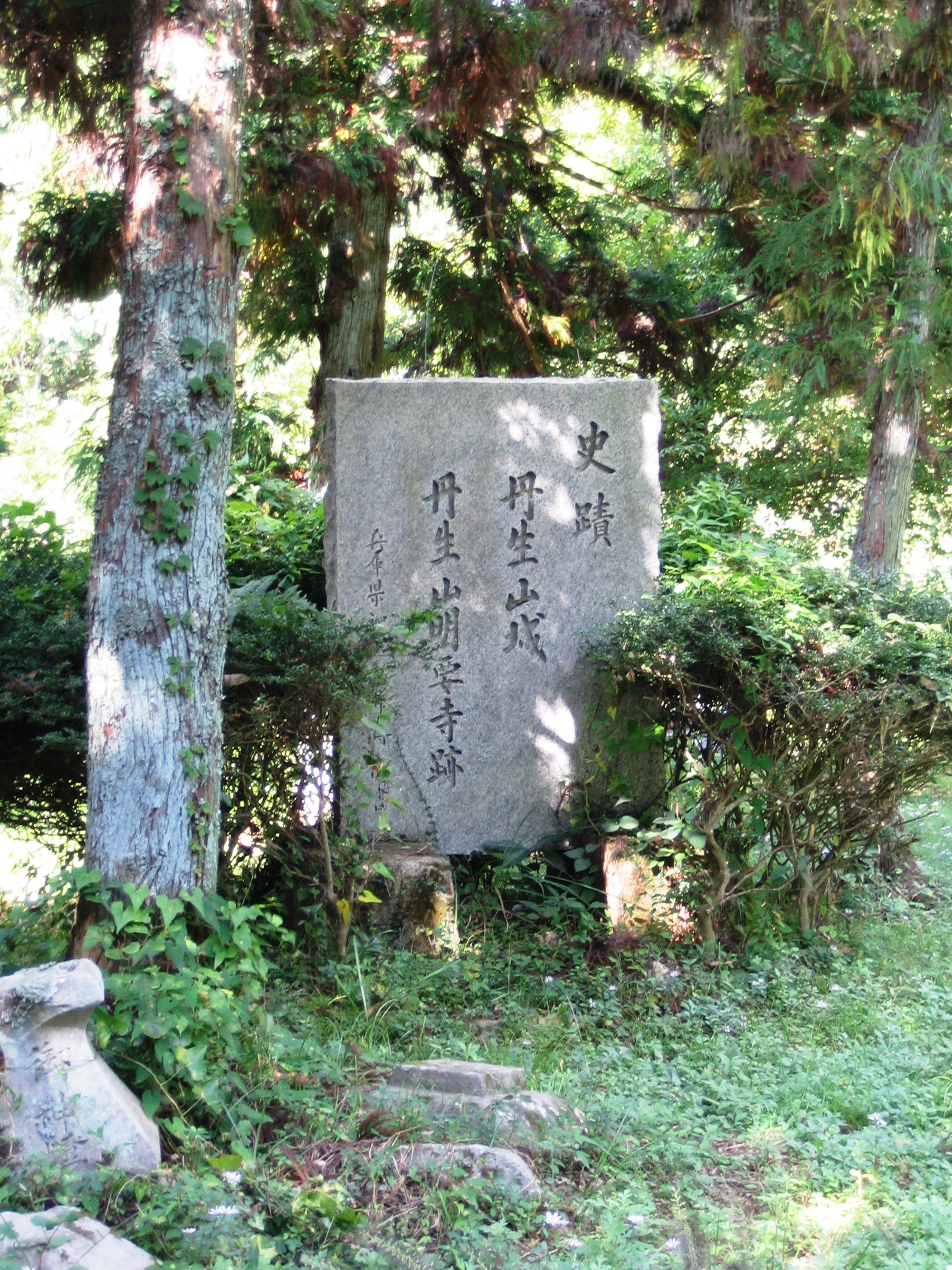
丹生山城碑
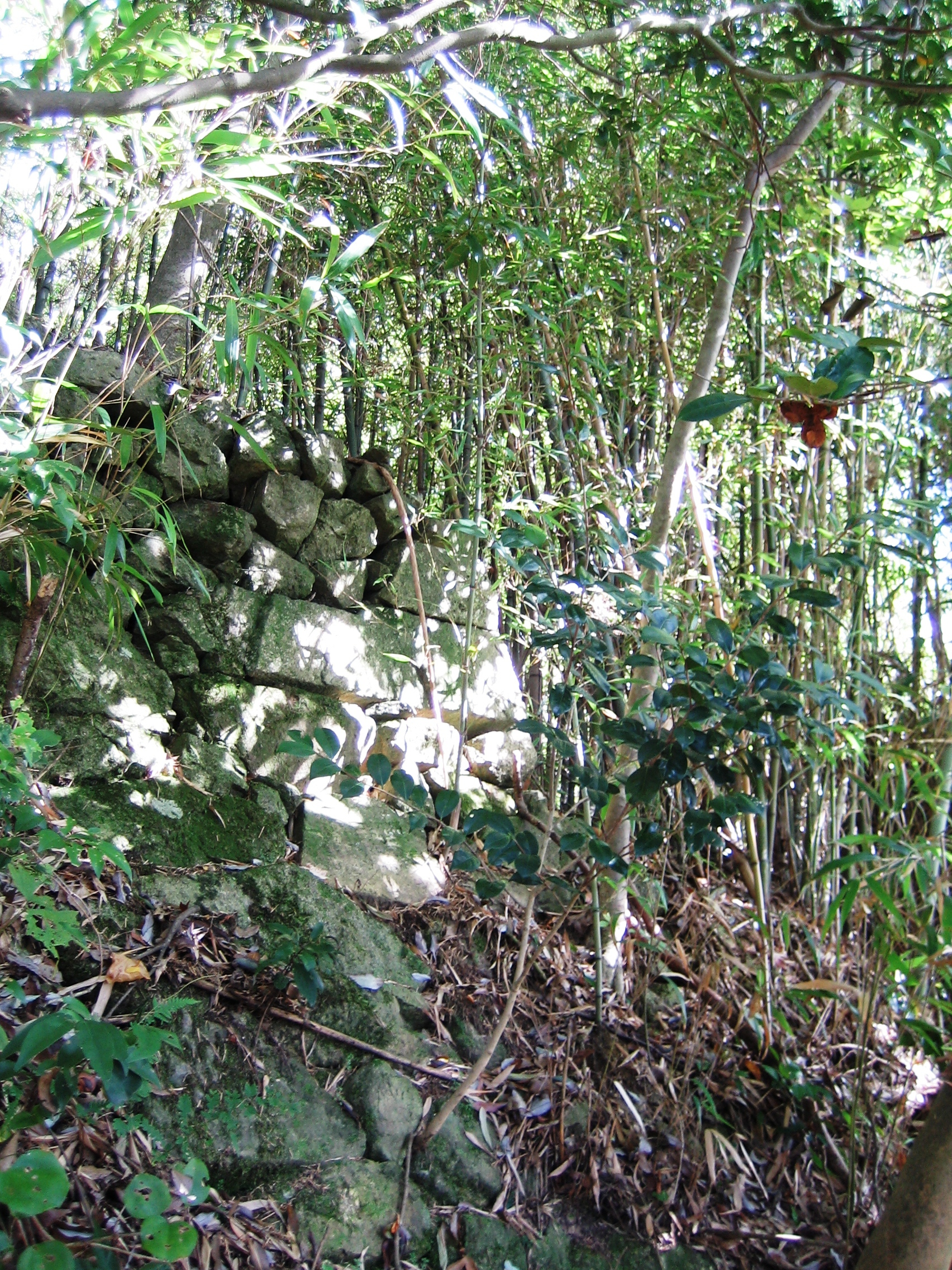
丹生山城跡石垣
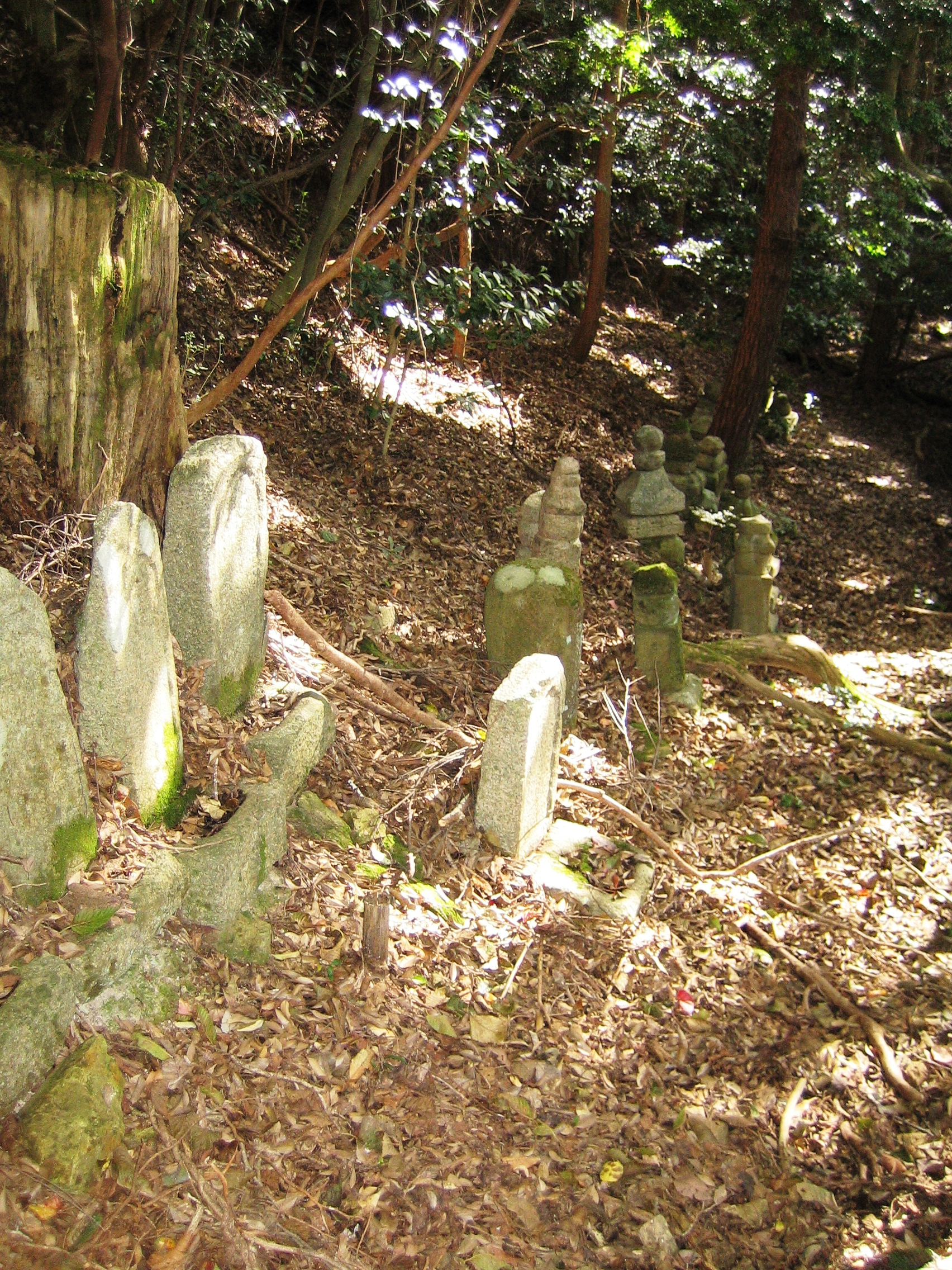
明要寺墓地跡
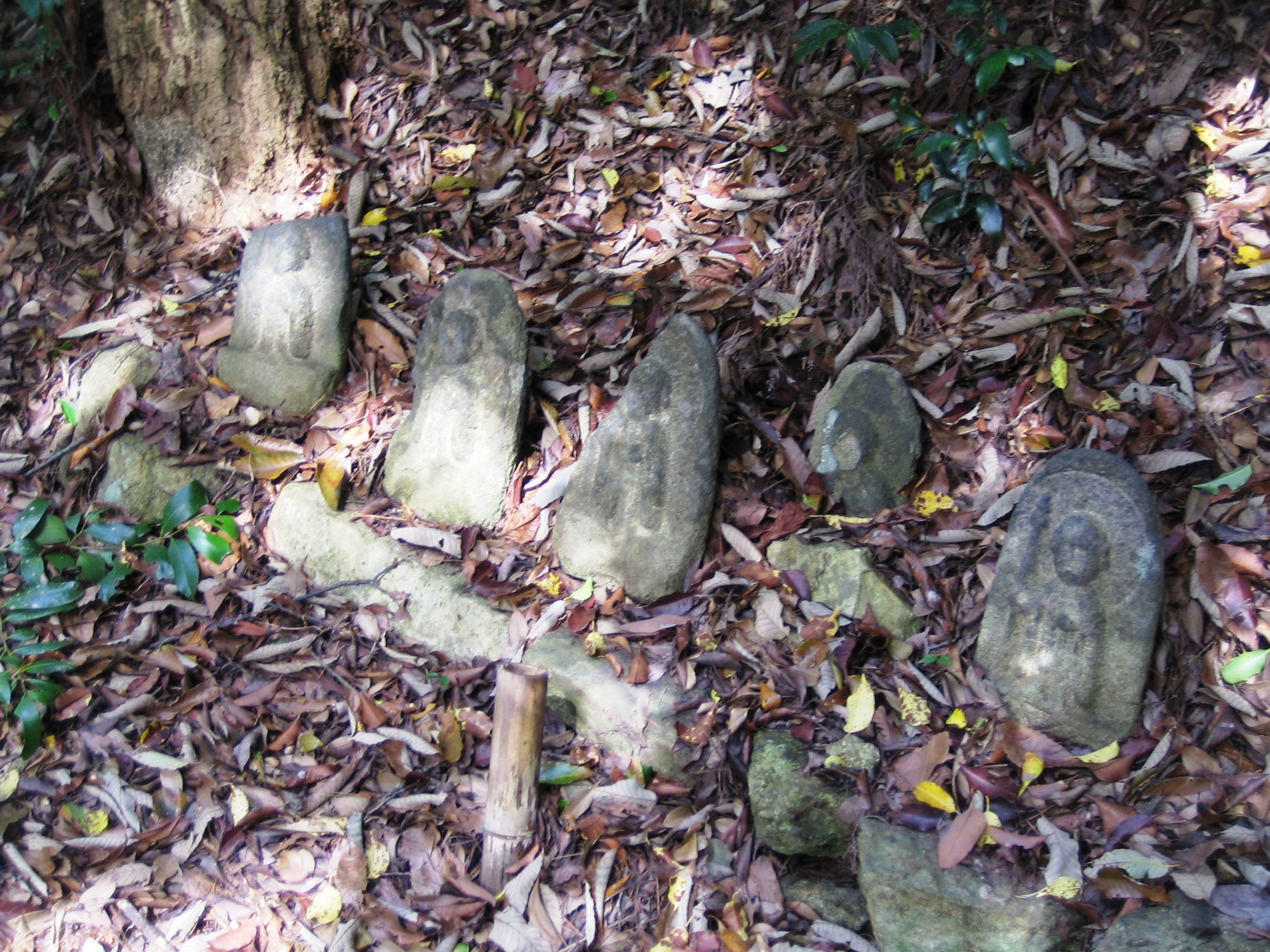
明要寺墓地跡